# 百事牛奶

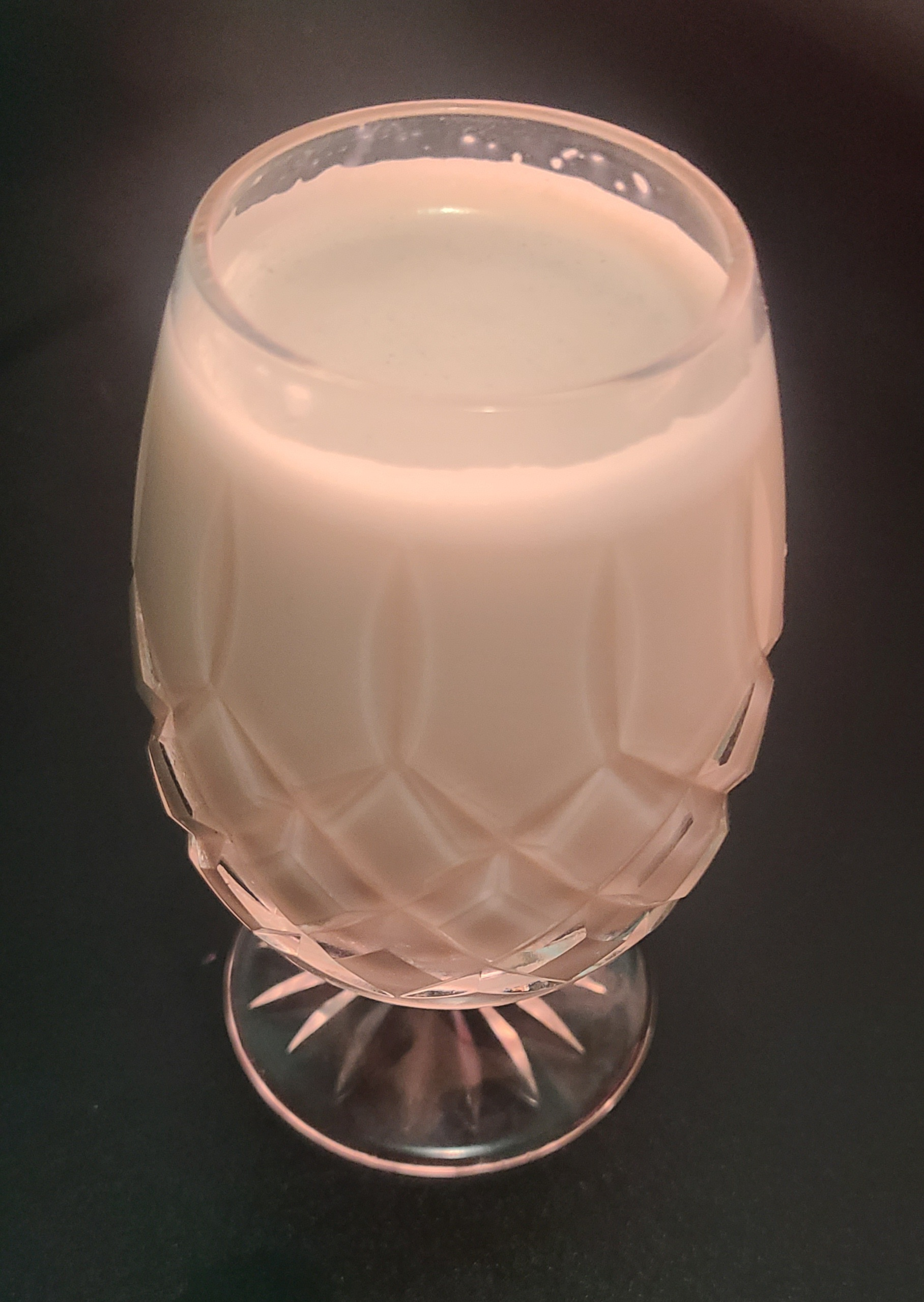
一杯百事牛奶

百事牛奶（Pilk）是一杯由百事可樂（Pepsi）與牛奶（Milk）組合而成的髒髒汽水型特調飲料。

## 背景
用乳製品與汽水混合的飲料可以追溯1874年，由羅伯特·M·格林（Robert M. Green）所發明冰淇淋汽水。
現在這種飲料有巴基斯坦和印度的牛奶檸檬汽水（Doodh soda）、韓國的妙之吻（Milkis）、日本的可爾必思汽水和美國的蛋奶汽水。
至於百事與牛奶的結合，就在一部叫《拉文與雪莉》（Laverne & Shirley）的情景喜劇的其中一個場景出現，當拉文在一大桶百事牛奶吸了一下，就覺得「需要再加一點百事可樂」（needs more Pepsi）。
2010年代，用汽水、糖漿與牛奶混合的飲料的風潮再次浮現，這種飲料被取名叫「骯髒汽水」(Dirty Soda)，並2020年代透過社群媒體再次風行。
在2021年，美國創作歌手奧莉維亞·羅德里戈（Olivia Rodrigo）於社群媒體放上自己在Swig飲料店拿著一杯百事牛奶的照片，致使TikTok上流行起這種熱潮。

## 廣告
|        | Pepsi | Twitter的logo，一个风格化的小蓝鸟 |
| @pepsi |       | Twitter的logo，一个风格化的小蓝鸟 |

英語：
今年已經不流行牛奶配餅乾了。有傳聞說聖誕老人比較喜歡喝百事牛奶…一種你從未想過的骯髒汽水 @lindsaylohan 🙌 追蹤 @Pepsi 並分享你透過 📸 或 🎥 拍下的 🥤+🥛+🍪 標上 #PilkandCookies #Sweepstakes 來加入調皮清單，並有機會贏得聖誕獎金
2022年12月1日
在2022年12月1日，百事可樂的英文Twitter帳號發起廣告活動，邀請美國演員暨歌手琳賽·蘿涵（Lindsay Lohan）宣傳百事牛奶，並標上主題標籤「#PilkandCookies」（#百事牛奶配餅乾）參與抽獎活動。百事可樂的行銷長托德·卡普蘭（Todd Kaplan）表示這場行銷是受到TikTok上「骯髒汽水」的風潮啟發。